# Slatina u Vysokého Mýta
Slatina u Vysokého Mýta – przystanek kolejowy w miejscowości Slatina, w kraju pardubickim, w Czechach Znajduje się na wysokości 265 m n.p.m.
Na przystanku istnieje możliwości zakupu biletów i rezerwacji miejsc.

## Linie kolejowe
- 018 Choceň - Litomyšl